# Eusko Abendaren Ereserkia
La melodía Eusko Abendaren Ereserkia (cuya traducción literal al español sería Himno de la etnia vasca) es el himno oficial de la comunidad autónoma del País Vasco. Es el símbolo acústico más solemne de la comunidad y carece de letra. Eusko Abendaren Ereserkia es una melodía popular y anónima que antiguamente se solía interpretar en el comienzo de los bailes como saludo a la bandera. Esta melodía cobró popularidad y repercusión cuando Sabino Arana compuso un texto para dicha melodía creando el Gora ta gora (Arriba y arriba), el himno del Partido Nacionalista Vasco (PNV).
El primer Gobierno Vasco de 1936 (formado por representantes del PNV, PSOE, PCE, Izquierda Republicana y Unión Republicana) adoptó esta melodía (sin la letra de Arana) como himno del País Vasco.
Tras la recuperación de la democracia y la aprobación del Estatuto de Autonomía del País Vasco (1979), el 14 de abril de 1983 el Parlamento Vasco adoptó, con los votos del Partido Nacionalista Vasco y del CDS y la oposición del PSE-PSOE, Euskadiko Ezkerra y Alianza Popular, esta melodía como himno oficial, negando su carácter partidista. Los opuestos a esta medida sí la consideraban partidista y apostaban por la adopción de la canción de José María Iparraguirre Gernikako Arbola (El árbol de Guernica) o por la canción de José María de Gárate Eusko gudariak (Los soldados vascos).
El arreglo oficial para orquesta es obra de Tomás Aragüés.